# レヴィ・チヴィタ接続
- 数学 > 幾何学 > 多様体論 > 微分幾何学 > 接続 > ベクトルバンドルの接続 > アフィン接続 > レヴィ・チヴィタ接続
- 数学 > 幾何学 > 多様体論 > 微分幾何学 > リーマン幾何学 > レヴィ・チヴィタ接続

レヴィ-チヴィタ接続（レヴィ-チヴィタせつぞく、英: Levi-Civita connection）とは、リーマン多様体M上に共変微分という概念を定める微分演算子で、Mがユークリッド空間{\displaystyle \mathbb {R} ^{n}}の部分多様体の場合は、{\displaystyle \mathbb {R} ^{n}}における（通常の意味の）微分をMに射影したものが共変微分に一致する。
レヴィ-チヴィタ接続は擬リーマン多様体においても定義でき、一般相対性理論に応用を持つ。
レヴィ-チヴィタ「接続」という名称はより一般的なファイバーバンドルの接続概念の特殊な場合になっている事により、接続概念から定義される「平行移動」（後述）を用いる事で、M上の相異なる2点を「接続」してこれら2点における接ベクトルを比較可能になる。
レヴィ-チヴィタ接続において定義される概念の多くは一般のファイバーバンドルの接続に対しても定義できる。
レヴィ-チヴィタ接続の名称はイタリア出身の数学者トゥーリオ・レヴィ＝チヴィタによる。

## モチベーション
M を{\displaystyle \mathbb {R} ^{N}}の部分多様体、{\displaystyle c(t)}をM上の曲線、さらに{\displaystyle v(t)}を{\displaystyle c(t)}上定義されたM のベクトル場（すなわち各時刻tに対し、{\displaystyle v(t)}は{\displaystyle v(t)\in T_{c(t)}M}を満たす）とし、
{\displaystyle {\nabla  \over dt}v(t):=\mathrm {Pr} _{c(t)}\left({d \over dt}v_{c(t)}\right)}
と定義する。ここでPrはMの点c(t)における{\displaystyle \mathbb {R} ^{n}}内の接平面（と自然に同一視可能なTc(t)M ）への射影である。またX、YをM上のベクトル場とするとき、
{\displaystyle \nabla _{X}Y|_{P}:={\nabla  \over dt}Y_{\exp(tX)(P)}}

と定義する。ここで{\displaystyle \exp(tX)(P)}は時刻0に点{\displaystyle P\in M}を通るXの積分曲線である。実はこれらの量はMの内在的な量である事、すなわち{\displaystyle \mathbb {R} ^{n}}からMに誘導されるリーマン計量（とその偏微分）のみから計算できる事が知られている。具体的には以下の通りである：
定理 ― Mに局所座標{\displaystyle (x^{1},\ldots ,x^{m})}を取るとき、以下が成立する（アインシュタインの縮約で表記）：
{\displaystyle {\nabla  \over dt}v(t)=\left({d \over dt}v^{i}(t)+{dx^{j}(t) \over dt}v^{k}(t)\Gamma _{jk}^{i}\right){\partial  \over \partial x^{i}}}    ...(1)
　　　where {\displaystyle \Gamma _{jk}^{i}={\frac {1}{2}}g^{i\ell }\left({\partial g_{k\ell } \over \partial x^{j}}+{\partial g_{\ell j} \over \partial x^{k}}-{\partial g_{jk} \over \partial x^{\ell }}\right)}    ...(2)
ここで{\displaystyle v(t)=v^{i}(t){\tfrac {\partial }{\partial x^{i}}}}であり、{\displaystyle (g^{i\ell })_{i\ell }}は{\displaystyle (g_{\ell j})_{\ell j}}の逆行列である。すなわち{\displaystyle \delta ^{i}{}_{j}}をクロネッカーのデルタとするとき、{\displaystyle g^{i\ell }g_{\ell j}=\delta ^{i}{}_{j}}である。

同様に{\displaystyle X=X^{i}{\tfrac {\partial }{\partial x^{i}}}}、{\displaystyle Y=Y^{i}{\tfrac {\partial }{\partial x^{i}}}}とすると、以下が成立する：
定理 ― 　
{\displaystyle \nabla _{X}Y=\left(X^{j}{\partial Y^{i} \over \partial x^{j}}+X^{j}Y^{k}\Gamma _{jk}^{i}\right){\partial  \over \partial x^{i}}}    ...(3)

## 定義と特徴づけ
前節で述べたように{\displaystyle {\tfrac {\nabla }{dt}}v(t)}や∇XYはMに内在的な量なので、一般のリーマン多様体に対しても、(1)、(2)、(3)式をもってこれらの量を定義できる：
定義 (レヴィ-チヴィタ接続) ― {\displaystyle (M,g)}をリーマン多様体とする。Mのベクトル場X、Yに対し、(2)、(3)式のように定義された{\displaystyle \nabla _{X}Y}を対応させる演算子∇を{\displaystyle (M,g)}のレヴィ-チヴィタ接続（英: Levi-Civita connection）と呼びといい、{\displaystyle \nabla _{X}Y}を∇XYをYのX方向の共変微分（英: covariant derivative）という。
定義 ― {\displaystyle c(t)}をM上の曲線、{\displaystyle v(t)}を{\displaystyle c(t)}上定義されたMのベクトル場とするとき、(1)式のように定義された{\displaystyle {\tfrac {\nabla }{dt}}v(t)}を曲線{\displaystyle c(t)}に沿ったYの共変微分（英: covariant derivative）という。
レヴィ-チヴィタ接続の定義は(1)、(2)、(3)式に登場する局所座標{\displaystyle (x^{1},\ldots ,x^{m})}に依存しているが、局所座標によらずwell-definedである事を証明できる。
レヴィ・チヴィタ接続の事をリーマン接続（英: Riemannian connection）もしくはリーマン・レヴィ-チヴィタ接続（英: Riemann Levi-Civita connection）とも呼ぶ。
レヴィ-チヴィタ接続を局所座標{\displaystyle (x^{1},\ldots ,x^{m})}で表したとき、(2)式で定義される{\displaystyle \Gamma ^{i}{}_{jk}}を局所座標{\displaystyle (x^{1},\ldots ,x^{m})}に関するクリストッフェル記号という。

### リーマン幾何学の基本定理
レヴィ-チヴィタ接続は以下の性質により特徴づけられる：
定理 (リーマン幾何学の基本定理) ― レヴィ-チヴィタ接続は以下の5つの性質を満たす。またM上のベクトル場の組にM上のベクトル場を対応させる汎関数で以下の5つの性質をすべて満たすものはレヴィ-チヴィタ接続に限られる：
1. {\displaystyle \nabla _{fX+gY}Z=f\nabla _{X}Z+g\nabla _{Y}Z} (関数に関する左線形性)
2. {\displaystyle \nabla _{X}(aY+bZ)=a\nabla _{X}Y+b\nabla _{X}Z}(実数に関する右線形性)
3. {\displaystyle \nabla _{X}(fY)=X(f)Y+f\nabla _{X}Y}　（ライプニッツ則）
4. {\displaystyle \nabla _{X}Y-\nabla _{Y}X=[X,Y]} (捻れなし）
5. {\displaystyle Z(g(X,Y))=g(\nabla _{Z}X,Y)+g(X,\nabla _{Z}Y)} （計量との両立）

ここでX、Y、ZはM上の任意の可微分なベクトル場であり、f、gはM上定義された任意の実数値C∞級関数であり、a、bは任意の実数であり、{\displaystyle fY}は点{\displaystyle u\in M}において{\displaystyle f(u)Y_{u}}となるベクトル場であり、{\displaystyle X(f)}はfのX方向微分であり、{\displaystyle [X,Y]}はリー括弧である。すなわち、
{\displaystyle [X,Y]:=XY-YX=X^{i}{\partial Y^{j} \over \partial x^{i}}{\partial  \over \partial x^{j}}-Y^{i}{\partial X^{j} \over \partial x^{i}}{\partial  \over \partial x^{j}}}
条件1のように、任意のC∞級関数に対して線形性が成り立つことを{\displaystyle C^{\infty }(M)}-線形であるという。一般に{\displaystyle C^{\infty }(M)}-線形な汎関数は、一点の値のみでその値が決まる事が知られている。例えばレヴィ-チヴィタ接続の場合、点{\displaystyle P\in M}における{\displaystyle \nabla _{X}Y}の値はXPのみに依存しP以外の点QにおけるXの値XQには依存しない。
なお、5番目の条件は後述するテンソル積の共変微分を用いると、
{\displaystyle \nabla _{Z}g=0}
とも書ける。

### Koszulの公式
上述した特徴づけを使うと、レヴィ-チヴィタ接続の成分によらない具体的な表記を得る事ができる。
定理 (Koszulの公式) ― 
X、Y、Zをリーマン多様体M上の任意の可微分なベクトル場とするとき、以下が成立する：
Koszulの公式（英: Koszul formula）：{\displaystyle 2g(\nabla _{X}Y,Z)}{\displaystyle =Xg(Y,Z)+Yg(Z,X)-Zg(X,Y)}{\displaystyle -g(X,[Y,Z])+g(Y,[Z,X])+g(Z,[X,Y])}

### 略記法
文章の前後関係から局所座標が分かるときは{\displaystyle {\tfrac {\partial }{\partial x^{i}}}}の事を
{\displaystyle \partial _{x^{i}}}、{\displaystyle \partial _{i}}
等と略記し、{\displaystyle \nabla _{\partial _{j}}Y}の事を
{\displaystyle \nabla _{j}Y}、
と略記する。さらに{\displaystyle Y^{i}{}_{;j}}を{\displaystyle \nabla _{j}Y}の成分表示
{\displaystyle \nabla _{j}Y=Y^{i}{}_{;j}\partial _{i}}
により定義する。一方、関数fの偏微分{\displaystyle \partial _{j}f}は
{\displaystyle f_{,j}}
と「,」をつけて略記する。したがって{\displaystyle Y=Y^{i}\partial _{i}}とすれば、
{\displaystyle Y^{i}{}_{;j}=Y^{i}{}_{,j}+Y^{k}\Gamma ^{i}{}_{jk}}
が成立する。
なお、
{\displaystyle Y^{i}{}_{;j,k}}
は{\displaystyle \nabla _{j}(\nabla _{k}Y)}のi番目の係数ではなく、後述する二階共変微分{\displaystyle \nabla _{\partial _{j},\partial _{k}}Y}のi番目の係数を意味するので注意されたい。

## 平行移動

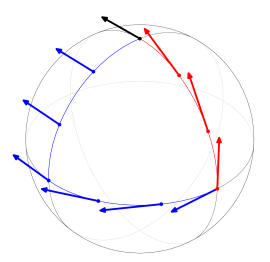
球面上の平行移動。大円で囲まれた三角形上でベクトルを一周平行移動すると、もとに戻ってきたときに元のベクトルには戻らない。

### 定義
リーマン多様体{\displaystyle (M,g)}上の曲線{\displaystyle c(t)}上定義されたM上のベクトル場{\displaystyle v(t)}が
{\displaystyle {\nabla  \over dt}v(t)=0}
を恒等的に満たすとき、{\displaystyle v(t)}は{\displaystyle c(t)}上平行であるという。また、{\displaystyle c(t_{0})}上の接ベクトル{\displaystyle w_{0}\in T_{c(t_{0})}M}と{\displaystyle c(t_{1})}上の接ベクトル{\displaystyle w_{1}\in T_{c(t_{1})}M}に対し、{\displaystyle v(t_{0})=w_{0}}、{\displaystyle v(t_{1})=w_{1}}を満たす{\displaystyle c(t)}上の平行なベクトル場{\displaystyle v(t)}が存在するとき、{\displaystyle w_{1}}は{\displaystyle w_{0}}を{\displaystyle c(t)}に沿って平行移動（英: parallel transportation  along {\displaystyle c(t)}）した接ベクトルであるという。
ユークリッド空間の平行移動と異なる点として、どの経路{\displaystyle c(t)}に沿って平行移動したかによって結果が異なる事があげられる。この現象をホロノミー（英: holonomy）という。
右図はホロノミーの具体例であり、接ベクトルを大円で囲まれた三角形に沿って一周したものを図示しているが、一周すると元のベクトルと90度ずれてしまっている事が分かる。

### 性質
{\displaystyle c(t)}に沿って{\displaystyle w_{0}\in T_{c(0)}M}を{\displaystyle c(t)}まで平行移動したベクトルを{\displaystyle \varphi _{c,t}(v)\in T_{c(t)}M}とすると{\displaystyle \varphi _{c,t}~:~T_{c(0)}M\to T_{c(t)}M}は線形変換であり、しかも計量を保つ。すなわち以下が成立する：
定理 (平行移動は計量を保つ) ― {\displaystyle g(\varphi _{c,t}(v),\varphi _{c,t}(w))=g(v,w)}

実は平行移動の概念によってレヴィ-チヴィタ接続を特徴づける事ができる：
定理 (共変微分の平行移動による特徴づけ) ― 多様体M上の曲線{\displaystyle c(t)}と{\displaystyle c(t)}上のベクトル場{\displaystyle v(t)}に対し、{\displaystyle c(t)}に沿った平行移動を{\displaystyle \varphi _{c,t}(v)}とすると、以下が成立する：
{\displaystyle {\nabla v \over dt}(0)}{\displaystyle =\left.{d \over dt}\varphi _{c,t}{}^{-1}(v(t))\right|_{t=0}}

### ホロノミー群
とくに点{\displaystyle u\in M}からu自身までのM上の閉曲線{\displaystyle c(t)}に沿って一周する場合、接ベクトル{\displaystyle v\in T_{u}M}を平行移動した元を{\displaystyle \varphi _{c}(v)}と書くことにすると、
{\displaystyle \mathrm {Hol} (\nabla ,P):=\{\phi _{c}\mid c}はPからP自身までの区分的になめらかな閉曲線{\displaystyle \}}
は（合成関数で積を定義するとき）{\displaystyle T_{u}M}上の直交群の（閉とは限らない）部分リー群になる。{\displaystyle \mathrm {Hol} (\nabla ,P)}をレヴィ-チヴィタ接続∇に関するホロノミー群（英: holonomy group）という。Mが弧状連結であれば{\displaystyle \mathrm {Hol} (\nabla ,P)}は点Pによらず同型である。

## 幾何学的意味づけ
Mをユークリッド空間{\displaystyle \mathbb {R} ^{N}}のn次元部分多様体とし、M上に曲線{\displaystyle c(t)}を取り（図の青の線）、{\displaystyle c(t)}に沿ってMをn次元平面{\displaystyle \mathbb {R} ^{n}\subset \mathbb {R} ^{N}}上「滑ったり」「ねじれたり」することなく転がしたときにできる曲線の軌跡を{\displaystyle {\tilde {c}}(t)}とする（図の紫の線）。
Mを転がすと、時刻tに{\displaystyle c(t)}が{\displaystyle \mathbb {R} ^{n}}に接した瞬間に{\displaystyle T_{c(t)}M}が{\displaystyle \mathbb {R} ^{n}}に重なるので、自然に写像
{\displaystyle \varphi _{t}~:~T_{c(t)}M\to \mathbb {R} ^{n}}

滑りとねじれのない転がし

が定義できる。この写像を使うと、Mのレヴィ・チヴィタ接続∇の幾何学的意味を述べることができる：
定理 ― {\displaystyle v(t)\in T_{c(t)}M}を{\displaystyle c(t)}に沿ったM上のベクトル場とすると、以下が成立する：
{\displaystyle \varphi _{t}\left({\nabla  \over dt}v(t)\right)={d \over dt}\varphi _{t}(v(t))}
すなわち、曲線{\displaystyle c(t)}に沿った{\displaystyle v(t)}の共変微分を{\displaystyle \mathbb {R} ^{n}}に移したものは、{\displaystyle v(t)}を{\displaystyle \mathbb {R} ^{n}}に移したものを通常の意味で微分したものに一致する。この事実から特に、レヴィ-チヴィタ接続による平行移動と{\displaystyle \mathbb {R} ^{n}}における通常の意味での平行移動の関係を示すことができる：
系 ― {\displaystyle c(a)}における接ベクトル{\displaystyle v}をM上曲線{\displaystyle c(t)}に沿って（レヴィ・チヴィタ接続の意味で）平行移動したものを{\displaystyle v'}とするとき、{\displaystyle {\tilde {c}}(a)}におけるベクトル{\displaystyle \varphi _{a}(v)}を{\displaystyle \mathbb {R} ^{n}}上{\displaystyle {\tilde {c}}(b)}まで通常の意味で平行移動したものは{\displaystyle \varphi _{b}(v')}に等しい。

## 接続形式
{\displaystyle (e_{1},\ldots ,e_{m})}を接バンドル{\displaystyle TM}の局所的な基底とし、X、YをM上のベクトル場とし、{\displaystyle Y=Y^{j}e_{j}}とすると、レヴィ-チヴィタ接続の定義から
{\displaystyle \nabla _{X}Y=X(Y^{j})e_{j}+Y^{j}\nabla _{X}e_{j}}
である。この式は、共変微分{\displaystyle \nabla _{X}Y=\nabla _{X}(Y^{j}e_{j})}にライプニッツ則を適用して成分部分の微分{\displaystyle X(Y^{j})e_{j}}と基底部分の微分{\displaystyle Y^{j}\nabla _{X}e_{j}}の和として表現したものと解釈できる。
そこで以下のような定義をする：
定義 (接続形式) ― 行列{\displaystyle \omega (X)}を
{\displaystyle (\nabla _{X}e_{1},\ldots ,\nabla _{X}e_{m})=(e_{1},\ldots ,e_{m})\omega (X)}
により定義し、Xに{\displaystyle \omega (X)}を対応させる行列値の1-形式{\displaystyle \omega =(\omega ^{i}{}_{j})_{ij}}を局所的な基底{\displaystyle (e_{1},\ldots ,e_{m})}に関するレヴィ・チヴィタ接続∇の接続形式（英: connection form）という
定義から明らかに
{\displaystyle \omega ^{i}{}_{j}(e_{k})=\Gamma ^{i}{}_{kj}}
が成立する。
接続概念において重要な役割を果たす平行移動の概念は接続形式ωと強く関係しており、底空間Mの曲線{\displaystyle c(t)}に沿って定義された局所的な基底{\displaystyle (e_{1}(t),\ldots ,e_{m}(t))}をtで微分したものが接続形式{\displaystyle \omega ({\tfrac {dc}{dt}}(0))}に一致する。

よって特に（レヴィ・チヴィタ接続などの）∇がEの計量と両立する接続の場合、∇による平行移動は回転変換、すなわち{\displaystyle SO(m)}の元なので、その微分である接続形式ωは{\displaystyle SO(m)}のリー代数{\displaystyle {\mathfrak {so}}(m)}の元、すなわち歪対称行列である：
定理 ― ∇がE上の計量と両立するとき、{\displaystyle (e_{1},\ldots ,e_{m})}をEの局所的な正規直交基底とすると、{\displaystyle (e_{1},\ldots ,e_{m})}に関する接続形式ωは{\displaystyle {\mathfrak {so}}(m)}の元である。すなわちωは歪対称行列である。

このように接続形式を用いるとベクトルバンドルの構造群（上の例では{\displaystyle SO(m)}）が接続形式の構造をリー群・リー代数対応により支配している事が見えやすくなる。
上では回転群{\displaystyle \mathrm {SO} (m)}の場合を説明したが、物理学で重要な他の群、例えばシンプレクティック群やスピン群に対しても同種の性質が証明でき、接続形式がリー群・リー代数対応により支配されている事がわかる。
こうした事実は接続概念を直接リー群と接続形式とで記述する方が数学的に自然である事を示唆する。リー群の主バンドルの接続はこのアイデアを定式化したもので、主バンドルの接続は接続形式に相当するものを使って定義される。詳細は接続 (ファイバー束)の項目を参照されたい。

## 測地線

### 定義
リーマン多様体{\displaystyle (M,g)}上の曲線{\displaystyle c(t)}で測地線方程式
{\displaystyle {\nabla  \over dt}{d \over dt}c(t)=0}
を恒等的に満たすものを測地線という。2階微分は物理的には加速度であるので、測地線とは加速度が恒等的に0である曲線、すなわちユークリッド空間における直線を一般化した概念であるとみなせる。

リーマン多様体M上の曲線の、弧長パラメータによる「二階微分」の長さ
{\displaystyle \left\|{\nabla  \over ds}{dc \over ds}\right\|}
をMにおける{\displaystyle c(s)}の測地線曲率（英: geodesic curvature）、あるいは単に曲率（英: curvature）という。よって測地線は、曲率が0の曲線と言い換える事ができる。

### 存在性と一意性
常微分方程式の局所的な解の存在一意性から、点{\displaystyle P\in M}における接ベクトル{\displaystyle v\in T_{P}M}に対し、ある{\displaystyle \varepsilon >0}が存在し、
{\displaystyle c(0)=P}、{\displaystyle {\tfrac {dc}{dt}}(0)=v}
を満たす測地線{\displaystyle c(t)}が{\displaystyle (-\varepsilon ,\varepsilon )}上で一意に存在する。この測地線を
{\displaystyle \exp(tv)}
と書く。
しかし測地線は任意の長さに延長できるとは限らない。たとえば{\displaystyle \mathbb {R} ^{2}\setminus \{0\}}（に通常のユークリッド空間としての計量を入れた空間）において、測地線{\displaystyle c(t)=(1-t,0)}は{\displaystyle t<1}までしか延長できない。任意の測地線がいくらでも延長できるとき、リーマン多様体は測地線完備であるという。

測地線が{\displaystyle \mathbb {R} }全域に拡張できるか否かに関して以下の定理が知られている。
定理 (Hopf-Rinowの定理) ― {\displaystyle (M,g)}を連結なリーマン多様体とし、{\displaystyle \nabla }をM上のレヴィ-チヴィタ接続とする。このとき、以下の条件は互いに同値である：
- {\displaystyle (M,g)}はgが定める距離に関し、距離空間として完備である。
- {\displaystyle (M,\nabla )}は測地線完備である。
- 全ての点{\displaystyle P\in M}に対し、TPMの全ての元vに対し{\displaystyle \mathrm {exp} _{P}(v)}を定義できる。
- ある点{\displaystyle P\in M}に対し、TPMの全ての元vに対し{\displaystyle \mathrm {exp} _{P}(v)}を定義できる。
- M上の任意の2点P、Qに対し、PとQの両方を通る（{\displaystyle \nabla }に関する）測地線が存在する。
- gが定める距離に関し、Mの有界閉集合はコンパクトである。

### 特徴づけ
測地線の概念を全く違った角度から特徴づける事ができる。

#### 弧長の停留曲線
このことを示すため、いくつか記号を導入する。{\displaystyle (M,g)}をリーマン多様体とし、{\displaystyle \nabla }を{\displaystyle (M,g)}上のレヴィ-チヴィタ接続とする。 {\displaystyle U\subset M\to \mathbb {R} ^{m}}をMの局所座標とする。以下、U上でのみ議論する。議論を簡単にするため、Uを{\displaystyle \mathbb {R} ^{m}}の部分集合と同一視する。

U上の滑らかな曲線{\displaystyle P(t)}を考え、この曲線の座標表示を{\displaystyle x~:~[a,b]\to U\subset \mathbb {R} ^{m}}、{\displaystyle P(t)=x(t)=(x^{1}(t),\ldots ,x^{m}(t))}とする。さらに {\displaystyle \eta ~:~[a,b]\to U\subset \mathbb {R} ^{m}} を滑らかな写像で{\displaystyle \eta (a)=\eta (b)=0}となるものとし、{\displaystyle \varepsilon >0}に対して曲線
{\displaystyle x_{\varepsilon ,\eta }(t):=x(t)+\varepsilon \eta (t)}
を考える。ここで和や定数倍は{\displaystyle x(t)}、{\displaystyle \eta (t)}を{\displaystyle \mathbb {R} ^{m}}の元と見たときの和や定数倍である。
そして、
{\displaystyle L(x,v):={\sqrt {g_{x}(v,v)}}}
と定義し弧長積分
{\displaystyle S_{x,\eta }(\varepsilon ):=\int _{a}^{b}L\left(x_{\varepsilon ,\eta }(t),{\tfrac {dx_{\varepsilon ,\eta }}{dt}}(t)\right)dt}

を考える。
定義 ― {\displaystyle x~:~[a,b]\to \mathbb {R} ^{m}}を滑らかな曲線とする。{\displaystyle \eta (a)=\eta (b)=0}を満たす任意の滑らかな写像{\displaystyle \eta ~:~[a,b]\to U\subset \mathbb {R} ^{m}}に対し、
{\displaystyle {dS_{x,\eta } \over d\varepsilon }(0)=0}
が成立するとき、曲線{\displaystyle x(t)}は弧長積分の停留曲線もしくは（{\displaystyle x(t)}を曲線全体の空間上の「点」とみなし）停留点（英: critical point）という。
「停留曲線」は直観的には滑らかな曲線全体の空間での「微分」が0になるという事である。

変分法の一般論から次が成立する：
定理 ― 曲線{\displaystyle x(t)}が弧長積分の停留曲線である必要十分条件は{\displaystyle x(t)}が下記の方程式（弧長積分に関するオイラー・ラグランジュ方程式）を満たす事である：
{\displaystyle {\frac {d}{dt}}\left({\frac {\partial L}{\partial v_{\ell }}}\left(x(t),{\frac {dx}{dt}}(t)\right)\right)={\frac {\partial L}{\partial x_{\ell }}}\left(x(t),{\frac {dx}{dt}}(t)\right)}   for {\displaystyle j=1,\ldots ,m}
曲線{\displaystyle x(t)}の弧長
{\displaystyle s=\int _{a}^{t}{\sqrt {g_{x}\left({dx \over dt},{dx \over dt}\right)}}dt}

によって{\displaystyle x(t)}をパラメトライズする事を弧長パラメーター表示という。実は次が成立する：
定理 ― 滑らかな曲線{\displaystyle P(t)}が弧長積分に関するオイラー・ラグランジュ方程式を満たす必要十分条件は、{\displaystyle P(t)}を弧長パラメーターsに変換した{\displaystyle P(s)}が測地線方程式
{\displaystyle {\nabla  \over ds}{dP \over ds}=0}
を満たす事である。

#### エネルギーの停留曲線
上では測地線が
{\displaystyle L(x,v):={\sqrt {g_{x}(v,v)}}}
{\displaystyle S_{x,\eta }(\varepsilon ):=\int _{a}^{b}L(x_{\varepsilon ,\eta }(t),{\tfrac {dx_{\varepsilon ,\eta }}{dt}}(t))dt}
に対して停留曲線になる事を示したが、エネルギー
{\displaystyle {\bar {L}}(x,v):={g_{x}(v,v) \over 2}}
から得られる
{\displaystyle {\bar {S}}_{x,\eta }(\varepsilon ):=\int _{a}^{b}{\bar {L}}(x_{\varepsilon ,\eta }(t),{\tfrac {dx_{\varepsilon ,\eta }}{dt}}(t))dt}
に対しても停留曲線は測地線になっている事が知られている。

しかもこの事実はgが正定値や非退化でなくても成立する：
定理 ― gを多様体M上定義された（正定値でも非退化でもないかもしれない）二次形式の可微分な場とするとき、{\displaystyle {\bar {L}}(x,v):=g_{x}(v,v)}
の停留曲線は{\displaystyle {\bar {L}}}に関するオイラー・ラグランジュ方程式
{\displaystyle {\frac {d}{dt}}\left({\frac {\partial {\bar {L}}}{\partial v_{\ell }}}\left(x(t),{\frac {dx}{dt}}(t)\right)\right)={\frac {\partial {\bar {L}}}{\partial x_{\ell }}}\left(x(t),{\frac {dx}{dt}}(t)\right)}   for {\displaystyle j=1,\ldots ,m}
を満たす。
定理 ― 上の定理と同じ条件下、gに対するレヴィ-チヴィタ接続を{\displaystyle \nabla }とすると、{\displaystyle {\bar {L}}}に関するオイラー・ラグランジュ方程式は変数tに関する測地線方程式
{\displaystyle {\nabla  \over dt}{dP \over dt}=0}
に一致する。
この事実は擬リーマン多様体を基礎に置く一般相対性理論では、運動エネルギーを最小にする曲線、すなわち自由落下曲線が測地線になる事を含意する。

### 正規座標
測地線の局所的存在性から、点{\displaystyle P\in M}における接ベクトル空間TPMの原点の近傍{\displaystyle 0_{P}\in U\subset T_{P}M}の任意の元{\displaystyle v\in U}に対し、測地線{\displaystyle \exp _{P}(tv)}が存在する。必要ならUを小さく取り直す事で写像
{\displaystyle v\in U\mapsto \exp _{P}(v)\in M}
が中への同型になるようにする事ができる。ベクトル空間TPMの開集合からMへの中への同型なので、{\displaystyle v\in U\mapsto \exp _{P}(v)\in M}をMの点Pの周りの局所座標と見なす事ができる。この局所座標をMの点uにおける正規座標（英: normal coordinate）という。

{\displaystyle \mathbb {R} ^{n}}において、{\displaystyle Y(x)=(Y^{1}(x),\ldots ,Y^{n}(x))}の{\displaystyle X=(X^{1},\ldots ,X^{n})}方向の方向微分は
{\displaystyle \left(X^{i}{\partial Y^{1} \over \partial x^{i}},\ldots ,X^{i}{\partial Y^{n} \over \partial x^{i}}\right)}
である。正規座標において、共変微分は方向微分と一致する：
定理 (正規座標における共変微分と方向微分の関係) ― : {\displaystyle \exp _{P}~:~U\subset T_{P}M\to M}
をMのPにおける正規座標とし、{\displaystyle X=X^{i}\partial _{x^{i}}}、{\displaystyle Y=Y^{j}\partial _{x^{j}}}をM上の2つのベクトル場とする。このとき、以下が成立する：
{\displaystyle \exp _{P}{}^{-1}(\nabla _{X}Y|_{P})=X^{i}(P){\partial Y^{j} \over \partial x^{i}}(P)\left.{\partial  \over \partial x^{j}}\right|_{P}}
なお、後述するテンソルの共変微分に関しても、正規座標においては方向微分に一致する。

## 曲率

### 動機
レヴィ-チヴィタ接続を成分で書いた
{\displaystyle \nabla _{X}Z=\left(X^{j}{\partial Z^{i} \over \partial x^{j}}+X^{j}Z^{k}\Gamma _{jk}^{i}\right){\partial  \over \partial x^{i}}}
より、{\displaystyle M=\mathbb {R} ^{m}}であれば、すなわちMが「平たい」空間であれば、クリストッフェル記号は全て0になる。よって
この「平たい」空間とのズレを測るのが曲率である。ただしクリストッフェル記号は局所座標の取り方に依存しているため、クリストッフェル記号自身を用いるのではなく、別の方法で「平たい」空間とのズレを測る。
ズレを測るため、クリストッフェル記号{\displaystyle \Gamma _{jk}^{i}}が全て0であれば、
{\displaystyle \nabla _{X}Z=X(Z^{i}){\tfrac {\partial }{\partial x^{i}}}}
となる事に着目する。この事実から「平たい」空間では、
{\displaystyle \nabla _{X}\nabla _{Y}Z-\nabla _{Y}\nabla _{X}Z=XY(Z^{i}){\partial  \over \partial x^{i}}-YX(Z^{i}){\partial  \over \partial x^{i}}=[X,Y](Z^{i}){\partial  \over \partial x^{i}}=\nabla _{[X,Y]}Z}
が常に成立する事を示せる。そこで
{\displaystyle R(X,Y)Z:=\nabla _{X}\nabla _{Y}Z-\nabla _{Y}\nabla _{X}Z-\nabla _{[X,Y]}Z}
と定義すると、{\displaystyle R(X,Y)Z}はMが「平たい」ときには恒等的にゼロになり、この意味において{\displaystyle R(X,Y)Z}はMの「曲がり具合」を表している考えられる。

### 定義と性質

#### 定義
M上のベクトル場X、Y、Zに対し、
{\displaystyle R(X,Y)Z:=\nabla _{X}\nabla _{Y}Z-\nabla _{Y}\nabla _{X}Z-\nabla _{[X,Y]}Z}
と定義し、Rを{\displaystyle \nabla }に関する曲率（英: curvature）もしくは曲率テンソル（英: curvature tensor）という。ここで{\displaystyle [X,Y]}はリー括弧である。
RはX、Y、Zのいずれに関しても{\displaystyle C^{\infty }(M)}-線形である事が知られており、したがって、各{\displaystyle P\in M}に対し、
{\displaystyle R_{P}~:~(X,Y,Z)\in T_{P}M\times T_{P}M\times T_{P}M\mapsto R(X,Y)Z\in T_{P}M}
というテンソルとみなせる。

#### 規約
一部の文献では符号を反転した{\displaystyle R(X,Y)Z:=-(\nabla _{X}\nabla _{Y}Z-\nabla _{Y}\nabla _{X}Z-\nabla _{[X,Y]}Z)}を曲率と呼んでいるので注意されたい。
本項の規約では後述する断面曲率の定義において分子を{\displaystyle g_{P}(R_{P}(v,w)w,v)=-g_{P}(R_{P}(v,w)v,w)}とせねばならずマイナスが出てしまうが、文献の規約であればマイナスが出ない点で有利である。

#### 性質
次の事実が知られている：
定理 ― リーマン多様体{\displaystyle (M,g)}のレヴィ-チヴィタ接続の曲率は以下を満たす：
- {\displaystyle g(R(X,Y)Z,W)=-g(R(X,Y)W,Z)}
- {\displaystyle g(R(X,Y)Z,W)=g(R(Z,W)X,Y)}
- ビアンキの第一恒等式：{\displaystyle R(X,Y)Z+R(Y,Z)X+R(Z,X)Y=0}
- ビアンキの第二恒等式[33]：{\displaystyle (\nabla _{X}R)(Y,Z)+(\nabla _{Y}R)(Z,X)+(\nabla _{Z}R)(X,Y)=0}

ここで{\displaystyle (\nabla _{X}R)}はRが3つの接ベクトルX、Y、Wを引数にとって1つの接ベクトル{\displaystyle R(X,Y)W}を返す事から、Rをテンソル積{\displaystyle T^{*}M\otimes T^{*}M\otimes T^{*}M\otimes TM}の元とみなしたときの共変微分である。テンソル積に対する共変微分の定義は後述する。

#### 成分表示
曲率はクリストッフェル記号{\displaystyle \Gamma ^{i}{}_{jk}}を用いて以下のように表すことができる：
定理 ― {\displaystyle R({\tfrac {\partial }{\partial x^{k}}},{\tfrac {\partial }{\partial x^{\ell }}}){\tfrac {\partial }{\partial x^{j}}}=R^{i}{}_{jk\ell }{\tfrac {\partial }{\partial x^{i}}}}と成分表示すると、以下が成立する：
{\displaystyle R^{i}{}_{jk\ell }={\partial \Gamma ^{i}{}_{\ell j} \over \partial x^{k}}-{\partial \Gamma ^{i}{}_{kj} \over \partial x^{\ell }}+\Gamma ^{i}{}_{km}\Gamma ^{m}{}_{\ell j}-\Gamma ^{i}{}_{\ell m}\Gamma ^{m}{}_{kj}}
以下のようにも成分表示できる：
定理 ― 
{\displaystyle R_{ijk\ell }:=g(R({\tfrac {\partial }{\partial x^{k}}},{\tfrac {\partial }{\partial x^{\ell }}}){\tfrac {\partial }{\partial x^{j}}},{\tfrac {\partial }{\partial x^{i}}})}とすると、以下が成立する：
{\displaystyle R_{ijk\ell }={1 \over 2}{\Big (}{\partial  \over \partial x^{i}}{\partial  \over \partial x^{k}}g_{j\ell }+{\partial  \over \partial x^{j}}{\partial  \over \partial x^{\ell }}g_{ik}-{\partial  \over \partial x^{j}}{\partial  \over \partial x^{k}}g_{i\ell }-{\partial  \over \partial x^{i}}{\partial  \over \partial x^{\ell }}g_{jk}{\Big )}}{\displaystyle ={1 \over 2}\partial ^{2}{~\wedge \!\!\!\!\!\!\!\!\;\bigcirc ~}g({\tfrac {\partial }{\partial x^{i}}},{\tfrac {\partial }{\partial x^{j}}},{\tfrac {\partial }{\partial x^{k}}},{\tfrac {\partial }{\partial x^{\ell }}})}
ここで{\displaystyle {~\wedge \!\!\!\!\!\!\!\!\;\bigcirc ~}}は下記のKulkarni–Nomizu積である：
{\displaystyle {\begin{aligned}(h{~\wedge \!\!\!\!\!\!\!\!\;\bigcirc ~}k)(X,Y,Z,W):={}&h(X,Z)k(Y,W)+h(Y,W)k(X,Z)\\&{}-h(X,W)k(Y,Z)-h(Y,Z)k(X,W)\end{aligned}}}

#### 特徴づけ
点{\displaystyle P\in M}を原点とする正規座標{\displaystyle (x^{1},...,x^{m})}を使うと曲率は以下のように特徴づけられる：
定理 ― : {\displaystyle g_{k\ell }=\delta _{k\ell }+{1 \over 3}R_{jk\ell i}x^{i}x^{j}+O(|x|^{3})}
ここで{\displaystyle R_{ikj\ell }:=g(R({\tfrac {\partial }{\partial x^{k}}},{\tfrac {\partial }{\partial x^{\ell }}}){\tfrac {\partial }{\partial x^{j}}},{\tfrac {\partial }{\partial x^{i}}})}である。
また、
{\displaystyle \xi ~:~U\subset \mathbb {R} ^{2}\to M}
を任意のなめらかな関数とし、
{\displaystyle X:=\xi _{*}\left({\tfrac {\partial }{\partial x^{1}}}\right)}、{\displaystyle Y:=\xi _{*}\left({\tfrac {\partial }{\partial x^{2}}}\right)}
とし、{\displaystyle \varphi _{t}^{X}(Q):=\mathrm {exp} _{Q}(tX)}、{\displaystyle \varphi _{t}^{Y}(Q):=\mathrm {exp} _{Q}(tY)}に沿った平行移動を
{\displaystyle (\varphi _{*}^{X})_{t}~:~E_{Q}\to E_{\varphi _{t}(Q)}}、{\displaystyle (\varphi _{*}^{Y})_{t}~:~E_{Q}\to E_{\psi _{t}(Q)}}

とすると、曲率を以下のように特徴づけられる：
定理 ― 　
{\displaystyle (\varphi _{*}^{Y})_{-t}\circ (\varphi _{*}^{X})_{-t}\circ (\varphi _{*}^{Y})_{t}\circ (\varphi _{*}^{X})_{t}(Z)=Z+t^{2}R(X,Y)Z+o(t^{2})}
この定理は一般のベクトルバンドルに対する接続においても成立する。

### 断面曲率、リッチ曲率、スカラー曲率
{\displaystyle \nabla }をリーマン多様体{\displaystyle (M,g)}のレヴィ-チヴィタ接続とし、PをMの点とし、{\displaystyle v,w\in T_{P}M}とし、さらに{\displaystyle e_{1},\ldots ,e_{m}}を{\displaystyle T_{P}M}の基底とする。
定義 ― 　
- {\displaystyle \mathrm {Sec} _{P}(v,w):={g_{P}(R_{P}(v,w)w,v) \over g_{P}(v,v)g_{P}(w,w)-g_{P}(v,w)^{2}}}を点Pにおける{\displaystyle v,w}に関する断面曲率（英: sectional curvature）という[39]。
- {\displaystyle \mathrm {Ric} _{P}(v,w):=\sum _{i}g_{P}(R_{P}(e_{i},v)w,e_{i})}を点Pにおける{\displaystyle v,w}に関するリッチ曲率（英: Ricci curvature）という[40]。
- {\displaystyle S_{P}:=\sum _{i,j}g_{P}(R_{P}(e_{i},e_{j})e_{j},e_{i})}{\displaystyle =\sum _{j}\mathrm {Ric} _{P}(e_{j},e_{j})}を点Pにおけるスカラー曲率（英: scalar curvature）という[40]。

なお、書籍によっては本項のリッチ曲率、スカラー曲率をそれぞれ{\displaystyle {\tfrac {1}{n-1}}}倍、{\displaystyle {\tfrac {1}{n(n-1)}}}倍したものをリッチ曲率、スカラー曲率と呼んでいるものもあるので注意されたい。 また断面曲率は{\displaystyle K_{P}(v,w)}という記号で表記する文献も多いが、後述するガウス曲率と区別するため、本稿では{\displaystyle \mathrm {Sec} _{P}(v,w)}という表記を採用した。
定義から明らかなように、以下が成立する：
定理 ― 断面曲率は{\displaystyle v,w}が貼る平面のみに依存する。すなわち{\displaystyle v,w}と{\displaystyle v',w'}がTPM内の同一平面を貼れば以下が整理する：
{\displaystyle \mathrm {Sec} _{P}(v,w)=\mathrm {Sec} _{P}(v'.w')}
定理 ― リッチ曲率は線形写像
{\displaystyle w\to R(w,u)v}
のトレースに一致し、スカラー曲率は、
{\displaystyle \mathrm {Ric} _{P}(u,v)=g_{P}(\rho (u),v)}
を満たす線形写像ρのトレースに一致する。
よって特にリッチ曲率、スカラー曲率の定義は基底{\displaystyle e_{1},\ldots ,e_{m}}の取り方によらない。
実は断面曲率は曲率テンソルを特徴づける：
定理 ― {\displaystyle (V,g)}を計量ベクトル空間とし、
{\displaystyle R,R'~:~V^{3}\to V}
を各成分に対して線形な2つの写像とする。このとき、線形独立な任意のベクトル{\displaystyle v,w}に対し、
{\displaystyle {g(R(v,w,w),v) \over g(v,v)g(w,w)-g(v,w)^{2}}={g(R'(v,w,w),v) \over g(v,v)g(w,w)-g(v,w)^{2}}}
であれば、RとR'は同一の写像である。

#### 部分リーマン多様体における断面曲率
m次元リーマン多様体Mが別のリーマン多様体{\displaystyle {\bar {M}}}の余次元1の部分リーマン多様体、すなわち{\displaystyle M\subset {\bar {M}}}、{\displaystyle \dim {\bar {M}}=\dim M+1}の場合は、以下が成立する：
定理 ― i≠jを満たす任意のi, j ∈{1,...,m}に対し、
{\displaystyle \mathrm {Sec} _{u}(e_{i},e_{j})={\overline {\mathrm {Sec} }}_{u}(e_{i},e_{j})+\kappa _{i}\kappa _{j}}
ここで{\displaystyle e_{1},\ldots ,e_{m}}は点{\displaystyle u\in M}における主方向で{\displaystyle \kappa _{1},\ldots ,\kappa _{m}}を対応する主曲率であり、{\displaystyle \mathrm {Sec} _{u}(X,Y)}はMのuにおける断面曲率であり、{\displaystyle {\overline {\mathrm {Sec} }}_{u}(X,Y)}は{\displaystyle {\bar {M}}}のuにおける断面曲率である。
よって特にMが2次元リーマン多様体で{\displaystyle {\bar {M}}}が{\displaystyle \mathbb {R} ^{3}}の場合はMの断面曲率{\displaystyle \mathrm {Sec} _{u}(X,Y)}はガウス曲率κ1κ2に一致する（Theorema Egregium）。

### 定曲率空間
定義 (定曲率空間) ― {\displaystyle (M,g)}をリーマン多様体とする。ある{\displaystyle c\in \mathbb {R} }が存在して、Mの任意の点PとTPMの任意の独立なベクトルv、wに対し、
{\displaystyle \mathrm {Sec} _{P}(v,w)=c}
が成立するとき、{\displaystyle (M,g)}を曲率cの定曲率空間という。
定曲率空間では曲率が下記のように書ける：
定理 (定曲率空間における曲率の形) ― {\displaystyle (M,g)}をリーマン多様体とし、{\displaystyle c\in \mathbb {R} }とする。このときMが曲率cの定曲率空間である必要十分条件は、Mの任意の点PとTPMの任意のベクトルX、Y、Z、Wに対し、
{\displaystyle g(R(X,Y)W,Z)=cg(X,W)g(Y,Z)-cg(Y,W)g(X,Z)}
が成立する事である。
上記の定理より、必要ならリーマン計量gを{\displaystyle {\tfrac {1}{\sqrt {|c|}}}}倍する事で、任意の定曲率空間は、曲率が0、1、もしくは-1の定曲率空間と「相似」である事がわかる。

曲率が0、1、-1の定曲率空間については以下の事実が知られている：
定理 ― 曲率cのm次元定曲率空間{\displaystyle (M,g)}が連結かつ単連結であり、しかも距離空間として完備であるとする。
このとき、次が成立する：
- {\displaystyle c=1}であれば、{\displaystyle (M,g)}はm次元ユークリッド空間とリーマン多様体として同型である。
- {\displaystyle c=0}であれば、{\displaystyle (M,g)}はm次元球面とリーマン多様体として同型である。
- {\displaystyle c=-1}であれば、{\displaystyle (M,g)}はm次元双曲空間（英語版）とリーマン多様体として同型である。

よって被覆空間の一般論から以下の系が従う：
系 ― 曲率が0、1、もしくは-1の連結かつ完備なm次元定曲率空間は、それぞれm次元ユークリッド空間、m次元球面、もしくはm次元双曲空間を普遍被覆空間に持つ。

## テンソルの共変微分
本節ではテンソルに対する共変微分を定義する。

### 1-形式の共変微分
{\displaystyle (M,g)}はリーマン多様体なので、Mの接ベクトル空間と余接ベクトル空間は自然に同一視できる。この同型写像を
{\displaystyle X\in TM{\overset {\sim }{\mapsto }}X^{\flat }\in T^{*}M}
{\displaystyle \alpha \in T^{*}M{\overset {\sim }{\mapsto }}\alpha ^{\sharp }\in TM}
と書くことにする（Musical isomorphism）。
定義 ― 
M上の1-形式αの共変微分を以下のように定義する：
{\displaystyle \nabla _{X}\alpha :=(\nabla _{X}\alpha ^{\sharp })^{\flat }}
ここでXはM上のベクトル場である。するとM上のベクトル場Yに対しライプニッツ則
{\displaystyle X(\alpha (Y))=(\nabla _{X}\alpha )(Y)+\alpha (\nabla _{X}Y)}
が成り立ち、局所座標{\displaystyle (x^{1},\ldots ,x^{m})}で書けば、
{\displaystyle \nabla _{X}\alpha =\left(X^{j}{\partial \alpha _{k} \over \partial x^{j}}-\alpha _{i}X^{j}\Gamma _{jk}^{i}\right)dx^{k}}

### (r,s)-テンソル場の共変微分

#### 定義
より一般に、TをM上の(r,s)-テンソル場の共変微分はライプニッツ則により定義する。
定理・定義 ― TをM上の(r,s)-テンソル場とし、Tを写像
{\displaystyle T~:~(T^{*}M)^{r}\times (TM)^{s}\to \mathbb {R} }
とみなす。このとき、M上の任意に1-形式{\displaystyle \alpha _{1},\ldots ,\alpha _{r}}とM上の任意のベクトル場{\displaystyle X,Y_{1},\ldots ,Y_{s}}に対し、
{\displaystyle {\begin{aligned}(\nabla _{X}T)(\alpha _{1},\ldots ,\alpha _{r},Y_{1},\ldots ,Y_{s}):=&XT((\alpha _{1},\ldots ,\alpha _{r},Y_{1},\ldots ,Y_{s}))\\&-\sum _{i=1}^{r}T((\alpha _{1},\ldots ,\nabla _{X}\alpha _{i},\ldots ,\alpha _{r},Y_{1},\ldots ,Y_{s}))\\&-\sum _{j=1}^{s}T((\alpha _{1},\ldots ,\alpha _{r},Y_{1},\ldots ,\nabla _{X}Y_{j},\ldots ,Y_{s}))\end{aligned}}}
を満たす(r,s)-テンソル場{\displaystyle \nabla _{X}T}が存在する。{\displaystyle \nabla _{X}T}をベクトル場XによるTの共変微分という。
また微分形式に関しては
{\displaystyle \bigwedge _{i}T^{*}M\subset \bigotimes _{i}T^{*}M}
と見なすことによりテンソル積の共変微分を用いて微分形式の共変微分を定義できる。

#### 具体例
M上の0-形式、すなわちM上の関数{\displaystyle f~:~M\to \mathbb {R} }の共変微分は
{\displaystyle \nabla _{X}f=Xf}
である。またαをk-形式とし、{\displaystyle c(t)}を{\displaystyle {\tfrac {dc}{dt}}(0)=X_{c(0)}}を満たす曲線とすると、{\displaystyle \nabla _{X}\alpha }は通常の微分
{\displaystyle (\nabla _{X}\alpha )(Y_{1},\ldots ,Y_{k})|_{c(0)}={\frac {d}{dt}}(\alpha _{c(t)}(Y_{1}|_{c(t)},\ldots ,Y_{k}|_{c(t)}))}
にほかならない。

### 二階共変微分

#### 定義
TをM上の(r,s)-テンソル場とし、ベクトル場YにTの(r,s)-テンソル場としての共変微分∇YTを対応させる写像を
{\displaystyle \nabla T}
と書くと、{\displaystyle \nabla T}は(r,s+1)-テンソル場とみなせる。同様にT'を(r,s+1)-テンソル場とし、ベクトル場XにTの(r,s+2)-テンソル場としての共変微分∇YT'を対応させる写像を{\displaystyle \nabla T'}とする。(r,s)-テンソル場全体の集合を{\displaystyle \Gamma (r,s)}と書き、合成
{\displaystyle \Gamma (r,s){\overset {\nabla }{\to }}\Gamma (r,s+1){\overset {\nabla }{\to }}\Gamma (r,s+2)}
により定義される写像を
{\displaystyle \nabla ^{2}T}
と書き、{\displaystyle \nabla ^{2}T}をTの二階共変微分（英: second covariant derivative）という。三階以上の共変微分も同様に定義できる。
二階共変微分{\displaystyle \Gamma (r,s){\overset {\nabla }{\to }}\Gamma (r,s+1){\overset {\nabla }{\to }}\Gamma (r,s+2)}で１つ目に増えた引数にベクトル場Y、２つ目に増えた引数にベクトル場Xを代入した(r,s)-テンソル場を
{\displaystyle \nabla _{X,Y}^{2}T}
と書く。

#### 性質
定義から明らかなように{\displaystyle \nabla _{X,Y}^{2}T}は双線形性
{\displaystyle \nabla _{X,Y}^{2}T=X^{i}Y^{j}\nabla _{\partial _{x^{i}},\partial _{x^{j}}}^{2}T}
を満たす。このことからも分かるように{\displaystyle \nabla _{X,Y}^{2}T}と{\displaystyle \nabla _{Y}(\nabla _{X}T)}は別の値であり、両者は
{\displaystyle \nabla _{X}(\nabla _{Y}T)=\nabla _{X,Y}^{2}T+\nabla _{\nabla _{X}Y}T}
という関係を満たす。

#### 規約
{\displaystyle \nabla _{X,Y}^{2}T}の２つの微分{\displaystyle \Gamma (r,s){\overset {\nabla }{\to }}\Gamma (r,s+1){\overset {\nabla }{\to }}\Gamma (r,s+2)}で増えた２つの引数のうちどちらにXを入れ、どちらにYを入れるかは文献によって異なる。本項では文献に従い、先に増えた引数にY、後から増えた引数にXを入れたが、文献では逆に先に増えた引数にXを入れている。

また、我々は文献に従い、「{\displaystyle \nabla _{X,Y}^{2}T}」という記号を使ったが、文献によっては「{\displaystyle \nabla _{X,Y}^{2}T}」の事を{\displaystyle \nabla _{X}\nabla _{Y}T}と書くものもある。この値はTに∇Y、∇Xを順に作用させた{\displaystyle \nabla _{X}(\nabla _{Y}T)}とは異なるので注意されたい。

#### リッチの公式
定理 (リッチの公式) ― 
X、YをM上のベクトル場とし、f、Z、αをそれぞれM上の実数値関数、ベクトル場、1-形式とする。このとき以下が成立する：
- {\displaystyle \nabla _{X,Y}^{2}f-\nabla _{Y,X}^{2}f=0}
- {\displaystyle \nabla _{X,Y}^{2}Z-\nabla _{Y,X}^{2}Z=R(X,Y)Z}
- {\displaystyle (\nabla _{X,Y}^{2}\alpha -\nabla _{Y,X}^{2}\alpha )Z=-\alpha (R(X,Y)Z)}

なお、{\displaystyle (R(X,Y)\lrcorner \alpha )(Z):=\alpha (R(X,Y)Z)}と定義すれば、最後の式は
{\displaystyle \nabla _{X,Y}^{2}\alpha -\nabla _{Y,X}^{2}\alpha =-R(X,Y)\lrcorner \alpha }
と書ける。

一般の{\displaystyle (r,s)}-テンソルの場合の公式は上記の公式にライプニッツ則を適用する事で得られる。例えば{\displaystyle (2,0)}-テンソルに対しては、
{\displaystyle \nabla _{X,Y}^{2}Z_{1}\otimes Z_{2}-\nabla _{Y,X}^{2}Z_{1}\otimes Z_{2}=(R(X,Y)Z_{1})\otimes Z_{2}+Z_{1}\otimes R(X,Y)Z_{2}}
であるし、{\displaystyle (1,1)}-テンソルに対しては、下記のとおりである：
{\displaystyle \nabla _{X,Y}^{2}Z\otimes \alpha -\nabla _{Y,X}^{2}Z\otimes \alpha =(R(X,Y)Z)\otimes \alpha -Z\otimes R(X,Y)\lrcorner \alpha }

## リーマン多様体上のベクトル解析
本節では勾配、発散、ラプラシアンという、ユークリッド空間におけるベクトル解析の演算子をリーマン多様体上で定義する。

### ホッジ作用素、余微分
リーマン多様体上のベクトル解析を展開するための準備としてホッジ作用素と余微分を定義する。mをMの次元とする。Mが向き付け可能なとき、M上にリーマン計量gから定まる体積形式をdVとする。{\displaystyle \alpha \in \wedge ^{k}T^{*}M}を微分形式とするとき
{\displaystyle \alpha \wedge \beta =\langle *\alpha ,\beta \rangle dV}
が任意の{\displaystyle \beta \in \wedge ^{m-k}T^{*}M}に対して成立するような{\displaystyle *\alpha \in \wedge ^{m-k}T^{*}M}が存在する。{\displaystyle *\alpha }をαのホッジ双対といい、αに{\displaystyle *\alpha }を対応させる作用素「{\displaystyle *}」をホッジ作用素という。

さらにαの余微分を
{\displaystyle \delta \alpha :=(-1)^{m(i+1)+1}*d*\alpha }

により定義する。ここでdは外微分である。外微分および余微分はレヴィ-チヴィタ接続による共変微分と以下の関係を満たす：
定理 ― {\displaystyle e_{1},\ldots ,e_{m}}をTMの局所的な正規直交基底とし、{\displaystyle \theta ^{1},\ldots ,\theta ^{m}}をその双対基底とする。このときM上の任意の微分形式αに対し、以下が成立する：
- {\displaystyle d\alpha =\theta ^{i}\wedge \nabla _{e_{i}}\alpha }
- {\displaystyle \delta \alpha =-\sum _{i}\iota _{e_{i}}\nabla _{e_{i}}\alpha }

ここで{\displaystyle \iota _{e_{i}}}はeiによる内部積
{\displaystyle (\iota _{X}\alpha )(X_{1},\ldots ,X_{n-1}):=\alpha (X,X_{1},\ldots ,X_{n-1})}
である。

### 勾配
M上の関数{\displaystyle f~:~M\to \mathbb {R} }に対し、fの勾配を以下のように定義する。
定理・定義 ― 
{\displaystyle (df)^{\sharp }=(\nabla f)^{\sharp }=g^{ij}{\partial f \over \partial x^{i}}{\partial  \over \partial x^{j}}}
が成立する。この値を{\displaystyle \mathrm {grad} f}と書き、fの勾配（英: gradient）という。
ここでdfはfの外微分であり、「{\displaystyle {}^{\sharp }}」は計量gによるT*MとTMの同型写像であり、{\displaystyle \nabla f}は関数の{\displaystyle (0,0)}-テンソルとみなしてテンソル場の共変微分{\displaystyle \nabla _{X}f=Xf}を考え、前節のように{\displaystyle \nabla f}を定義したものである。

### 発散
M上のベクトル場Xの発散を以下のように定義する：
定理・定義 ― 
{\displaystyle \delta X^{\flat }=-{1 \over {\sqrt {|\mathrm {det} g|}}}{\partial  \over \partial x^{i}}({\sqrt {|\mathrm {det} g|}}X^{i})}
は
（{\displaystyle Y\mapsto -\nabla _{Y}X}）のトレース{\displaystyle =-{\partial X^{i} \over \partial x^{i}}-\sum _{j}\Gamma ^{i}{}_{ij}X_{j}}
と等しい。この値を{\displaystyle \mathrm {div} X}と書き、Xの発散（英: divergence）という。
ここでδは余微分であり、「{\displaystyle \flat }」は計量gによるTMとT*Mの同型写像である。
発散のマイナスの符号は規約の問題で、ここに述べたものからマイナスの符号を取ったものを発散と呼ぶこともある。

### ヘッシアン
M上の関数{\displaystyle f~:~M\to \mathbb {R} }に対し、前節のように{\displaystyle \nabla f}を定義すると、{\displaystyle \nabla f=df}である。前節同様2階共変微分{\displaystyle \nabla _{X,Y}^{2}f}
を定義する。
定義・定理 ― 
{\displaystyle \nabla _{X,Y}^{2}f=(YX-\nabla _{Y}X)f=\left({\partial f \over \partial x^{i}\partial x^{j}}-{\partial f \over \partial x^{k}}\Gamma ^{k}{}_{ij}\right)X^{i}Y^{j}}
が成立する。{\displaystyle \nabla _{X,Y}^{2}f}をfのヘッシアン（英: Hessian）という。
ヘッシアンは
{\displaystyle \nabla _{X,Y}^{2}f=\nabla _{Y,X}^{2}f}
を満たすことを証明できるので、ヘッシアンは対称2次形式である。

### ラプラシアン
リーマン多様体上の関数fのラプラシアンを以下のように定義する：
定義 ― 
M上の関数{\displaystyle f~:~M\to \mathbb {R} }に対し、
{\displaystyle \Delta f:=\mathrm {div} ~\mathrm {grad} f=\delta df=-\mathrm {tr} (\nabla ^{2}f)=-{1 \over {\sqrt {|\mathrm {det} g|}}}{\partial  \over \partial x^{i}}({\sqrt {|\mathrm {det} g|}}g^{ij}{\partial f \over \partial x^{j}})}
と定義し、Δをラプラス＝ベルトラミ作用素（英: Laplace–Beltrami operator）、あるいは単にラプラシアンという。
発散の定義でマイナスの符号がつく規約を採用した関係で、通常のラプラシアンとは符号が反対になっている事に注意されたい（この章で後述する他のラプラシアンも同様）。
上述したラプラシアンの定義を微分形式に拡張する事ができるが、拡張方法は（同値ではない）２通りの方法がある。

#### ホッジ・ラプラシアン
関数fに対するラプラシアンが{\displaystyle \Delta f=\delta df}と書けていた事に着目し、微分形式αに対し、以下のようにラプラシアンを定義する：
定義 ― 　
{\displaystyle \Delta ^{H}\alpha :=(d+\delta )^{2}\alpha =(d\delta +\delta d)\alpha }
αのホッジ・ラプラシアン（英: Hodge Laplacian）という。
なお、２つ目の等号は{\displaystyle dd=\delta \delta =0}を使った。αが0次の微分形式、すなわちM上の関数の場合は{\displaystyle d\delta \alpha =0}なので、関数の場合に対するホッジ・ラプラシアンはラプラス・ベルトラミ作用素に一致する。

#### ボホナー・ラプラシアン
関数fに対するラプラシアンが{\displaystyle -\mathrm {tr} (\nabla ^{2}f)}と書けることに着目し、微分形式αのもう一つのラプラシアンを以下のように定義する：
定義 ― 　
{\displaystyle \Delta ^{B}\alpha :=-\mathrm {tr} \nabla ^{2}\alpha =-\sum _{i}\nabla _{e_{i},e_{i}}^{2}\alpha }
をαのボホナー・ラプラシアン(英: Bochner Laplacian)、もしくはラフ・ラプラシアン（英: rough Raplacian）という。
ここで{\displaystyle e_{1},\ldots ,e_{n}}は接ベクトル空間の局所的な正規直交基底である。{\displaystyle E:=\wedge ^{k}T^{*}M}とするとき、余ベクトル空間の内積{\displaystyle g~:~T^{*}M\times T^{*}M\to \mathbb {R} }が誘導する写像{\displaystyle g~:~T^{*}M\otimes T^{*}M\to \mathbb {R} }を考え、合成
{\displaystyle \Gamma (T^{*}M\otimes E){\overset {\nabla }{\to }}\Gamma (T^{*}M\otimes T^{*}M\otimes E){\overset {g}{\to }}\Gamma (E){\overset {\times (-1)}{\to }}\Gamma (E)}
{\displaystyle \nabla ^{*}}と書く。ここで{\displaystyle \Gamma (E)}はEに値を取るテンソル場の集合である。すると
{\displaystyle \Delta ^{B}\alpha :=\nabla ^{*}\nabla \alpha }
が成立する。

#### ヴァイツェンベック・ボホナーの公式
２つのラプラシアンは以下の関係を満たす：
定理 ― {\displaystyle e_{1},\ldots ,e_{m}}をTMの局所的な正規直交基底とし、{\displaystyle \theta ^{1},\ldots ,\theta ^{m}}をその双対基底とし、さらにαをM上定義された微分形式とする。このとき以下が成立する：
{\displaystyle \Delta ^{H}\alpha =\Delta ^{B}\alpha +\sum _{i,j}\theta ^{i}\wedge \iota _{e_{j}}R(e_{i},e_{j})\lrcorner \alpha }
ここでRは曲率テンソルであり、{\displaystyle (\iota _{e_{j}}R(e_{i},e_{j})\lrcorner \alpha )(X_{1},\ldots ,X_{n-1})=\alpha (R(e_{i},e_{j})e_{j},X_{1},\ldots ,X_{n-1})}である。

上記の公式をヴァイツェンベック・ボホナーの公式（英: Weitzenböck–Bochner formula）あるいはヴァイツェンベックの公式（英: Weitzenböck formula）という。
特にαが1-形式であれば、以下が成立する：
{\displaystyle \Delta ^{H}\alpha -\Delta ^{B}\alpha =\mathrm {Ric} (\alpha )}
ここで{\displaystyle \mathrm {Ric} (\alpha )}はリッチ曲率{\displaystyle \mathrm {Ric} (X,Y)}を使って
{\displaystyle \mathrm {Ric} (\alpha )(X)=\mathrm {Ric} (X,\alpha ^{\sharp })}
により定義される1-形式であり、「{\displaystyle \sharp }」は計量gによるT*MとTMの同型写像である。

## 擬リーマン多様体のレヴィ-チヴィタ接続
最後に一般相対性理論で重要な擬リーマン多様体のレヴィ-チヴィタ接続について述べる。ここで擬リーマン多様体{\displaystyle (M,g)}とはリーマン多様体と同様、各点{\displaystyle u\in M}に対してuに関してなめらかで非退化な二次形式{\displaystyle g_{u}~:~T_{u}M\times T_{u}M\to \mathbb {R} }を対応させるが、gに正定値性を要求しないものである。このようなgを擬リーマン計量という。
擬リーマン多様体{\displaystyle (M,g)}の場合もgが正定値とは限らないだけで、リーマン多様体の場合と同じ式でレヴィ-チヴィタ接続を定義できる。またリーマン多様体の場合と同じ公理によってレヴィ-チヴィタ接続を特徴づける事も可能である。
平行移動、共変微分、測地線、正規座標、曲率といった概念も同様に定義でき、平行移動はgを保つ線形写像となる。
一方、リーマン多様体のものとの違いとしては、Hopf-Rinowの定理が成り立たない事が挙げられる。リーマン多様体の場合、MがコンパクトであればMは距離空間として完備なのでHopf-Rinowの定理からMは測地線完備になる。しかしMがコンパクトであっても、M上の擬リーマン計量が定めるレヴィ-チビタ接続は測地線完備になるとは限らず、反例としてクリフトン-ポールトーラスが知られている。
また擬リーマン多様体では{\displaystyle \|v\|:={\sqrt {g(v,v)}}}が定義できるとは限らないので、測地線を長さ{\displaystyle \int _{a}^{b}\left\|{du \over dt}\right\|dt}の停留場曲線として特徴づける事はできない。しかしエネルギー{\displaystyle \int _{a}^{b}\left\|{du \over dt}\right\|^{2}dt}は擬リーマン多様体でも定義でき、測地線をエネルギーの停留曲線として特徴づけられる。一般相対性理論においては、これはエネルギーを極小にする曲線が自由落下の軌道である事を意味する。

## 歴史
レヴィ・チヴィタ接続は、トゥーリオ・レヴィ＝チヴィタ(Tullio Levi-Civita)の名前に因んでいるが、エルヴィン・クリストッフェル(Elwin Bruno Christoffel)によりそれ以前に"発見"されていた。レヴィ・チヴィタは、グレゴリオ・リッチ・クルバストロ(Gregorio Ricci-Curbastro)とともに、クリストッフェルの記号を用いて平行移動の概念を定義し、平行移動と曲率との関係を研究した。それによってホロノミーの現代的定式化を開発した。
レヴィ・チヴィタによる曲線に沿ったベクトルの平行移動や内在的微分という概念は、元々{\displaystyle M^{n}\subset \mathbf {R} ^{\frac {n(n+1)}{2}}} という特別な埋め込みに対して考えられた。しかし、実際にはそれらは抽象的なリーマン多様体にたいしても意味をなす概念である。何故ならば、クリストッフェルの記号は任意のリーマン多様体上で意味を持つからである。
1869年、クリストッフェルは、ベクトルの内在的微分の各成分は反変ベクトルと同様な変換にしたがうことを発見した。この発見はテンソル解析の真の始まりである。1917年になって初めて、レヴィ・チヴィタによって、アフィン空間に埋め込まれた曲面の内在的微分が、周囲のアフィン空間での通常の微分の接方向成分として解釈された。

## 注